# Доналд Туск
До̀налд Франчѝшек Туск (на полски: Donald Franciszek Tusk) е полски политик и историк.
Депутат в Сейма I, IV, V, VI, VII  и X мандат (1991 – 1993, 2001 – 2014, от 2023), сенатор и заместник-председател на сената IV мандат (1997 – 2001), съосновател на политическата партия Гражданска платформа и неин председател (2003 – 2014), министър-председател на Полша (2007 – 2014), и отново от 13 декември 2023 г., председател на Европейския съвет от 1 декември 2014 до 30 ноември 2019 г.

## Биография

### Ранни години и образование
Доналд Туск е роден на 22 април 1957 година в Гданск, в кашубското семейство на баща дърводелец и майка медицинска сестра. През 1976 г. завършва лицей „Миколай Коперник“ в Гданск, а след това Историческия факултет на Гданския университет (1980). Като студент в Гданск, Туск е участник в създаването на студентски комитет на „Солидарност“ в града, както и на Независимия съюз на полските студенти. Участва и в разпространението на нелегална литература.
Жени се за Малгожата Туск, от която има син и дъщеря – Михал (1982) и Катажина (1987).

#### Политическа кариера
Падането на комунистическия режим бележи и първите му стъпки в политиката. През 1991 година Туск е един от основателите на „Либералнодемократичния конгрес“ (ЛДК). На първите свободни избори в Полша партията печели 7,5 % от гласовете, което ѝ отрежда 37 места (от общо 460) в долната камара на парламента – Сейма. Сред избраните за депутат е и Доналд Туск. Това поставя началото на дългата му политическа кариера, преминала през позициите на депутат, заместник-председател на Сейма, член на Сената, кандидат за президент и впоследствие министър-председател на Полската република.
На 30 август 2014 г. е избран за президент на Европейския съвет. Встъпва в длъжност на 1 декември 2014 г.